# Zudun
Zudun (kinesiska: 祖墩) är en socken i sydöstra Kina. Den ligger i Songxi härad i staden Nanping i provinsen Fujian, omkring 190 kilometer norr om provinshuvudstaden Fuzhou. Antalet invånare är 5 545. Befolkningen består av 2 683 kvinnor och 2 862 män. Barn under 15 år utgör 13,0 %, vuxna 15-64 år 72 %, och äldre över 65 år 13,0 %.